# Umbau des Emschersystems

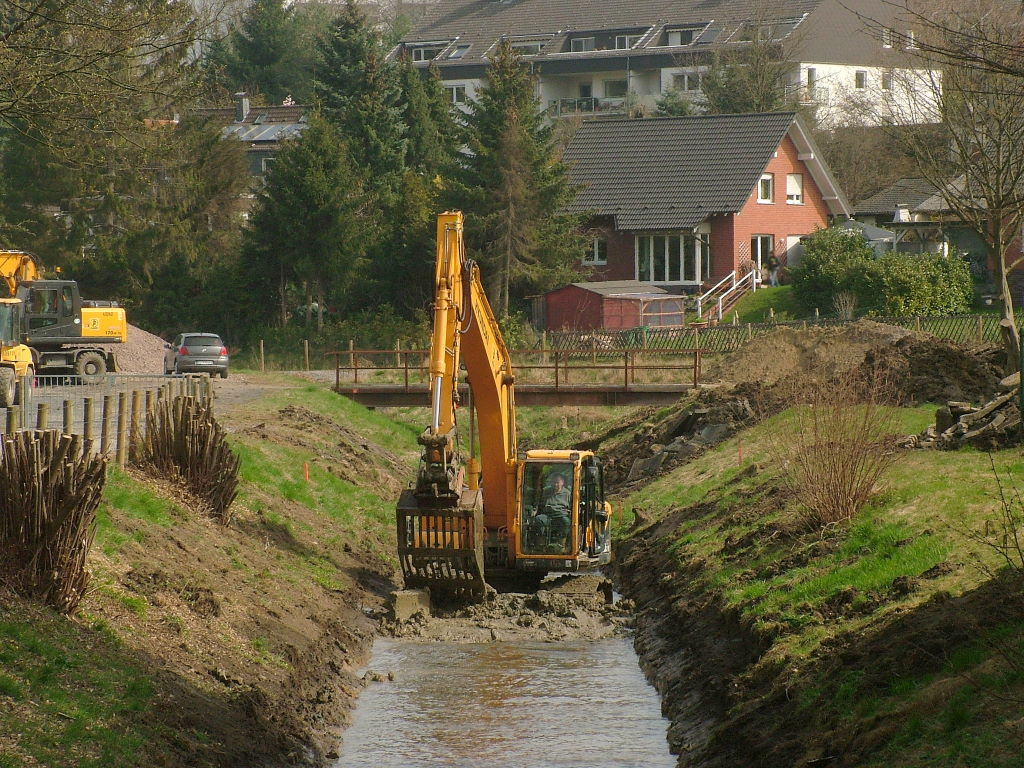
Sanierung des Rüpingsbachs: als erstes werden die Betoneinfassungen aufgebrochen

Der ökologische Umbau des Emschersystems bestand aus dem Aufbau eines zentralen Abwasserklärsystems im Ruhrgebiet, dem Bau von unterirdischen Abwasserkanälen und der Renaturierung der Emscher und ihrer Nebenflüsse. Er begann 1992 und wurde Anfang September 2022 mit dem Pflanzen einer Weinrebe am Wasserkreuz Castrop-Rauxel abgeschlossen. Das Investitionsvolumen des Projekts betrug rund 5,38 Mrd. Euro.

## Geschichte

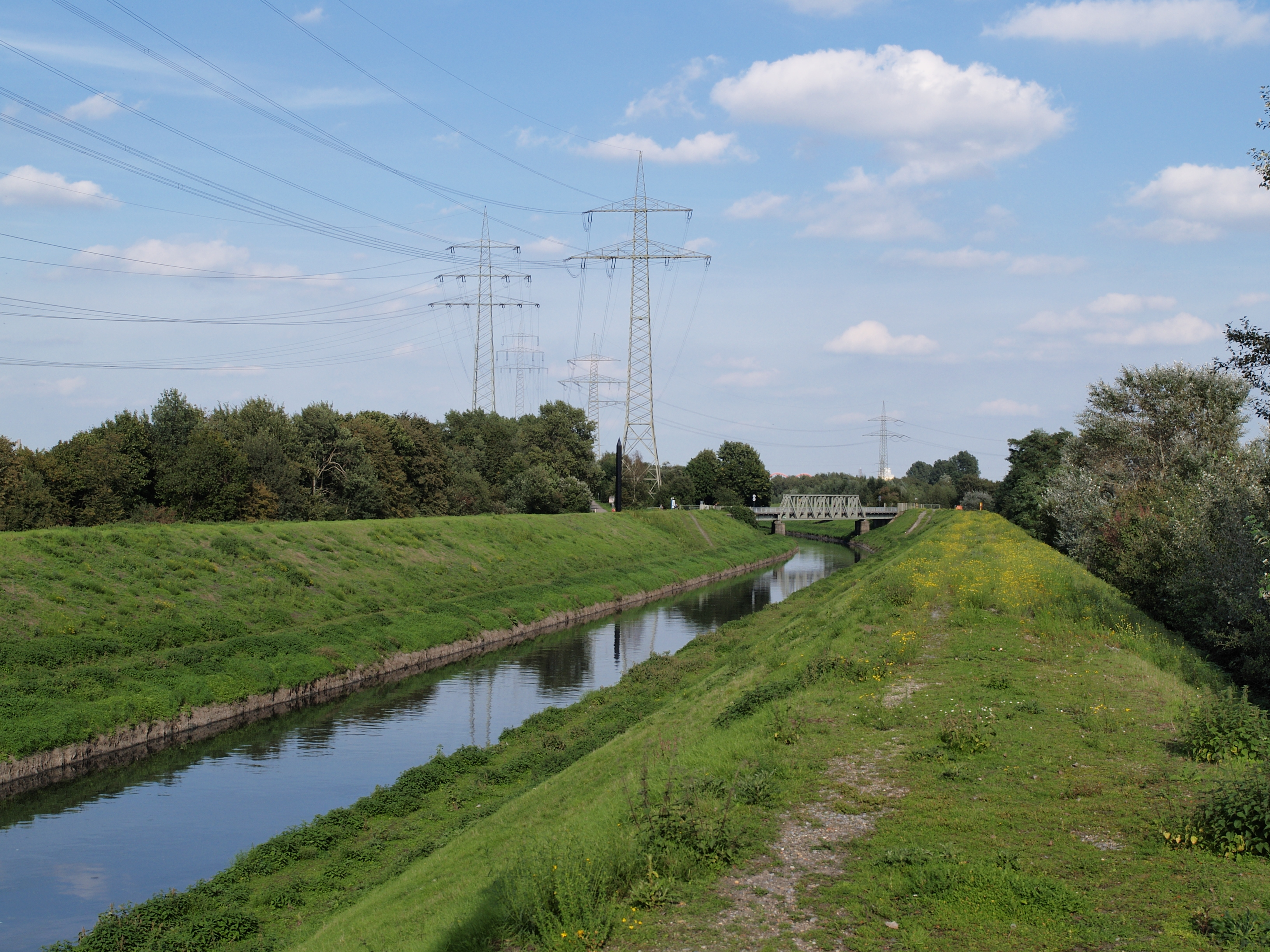
Die noch nicht renaturierte Emscher im Norden von Essen

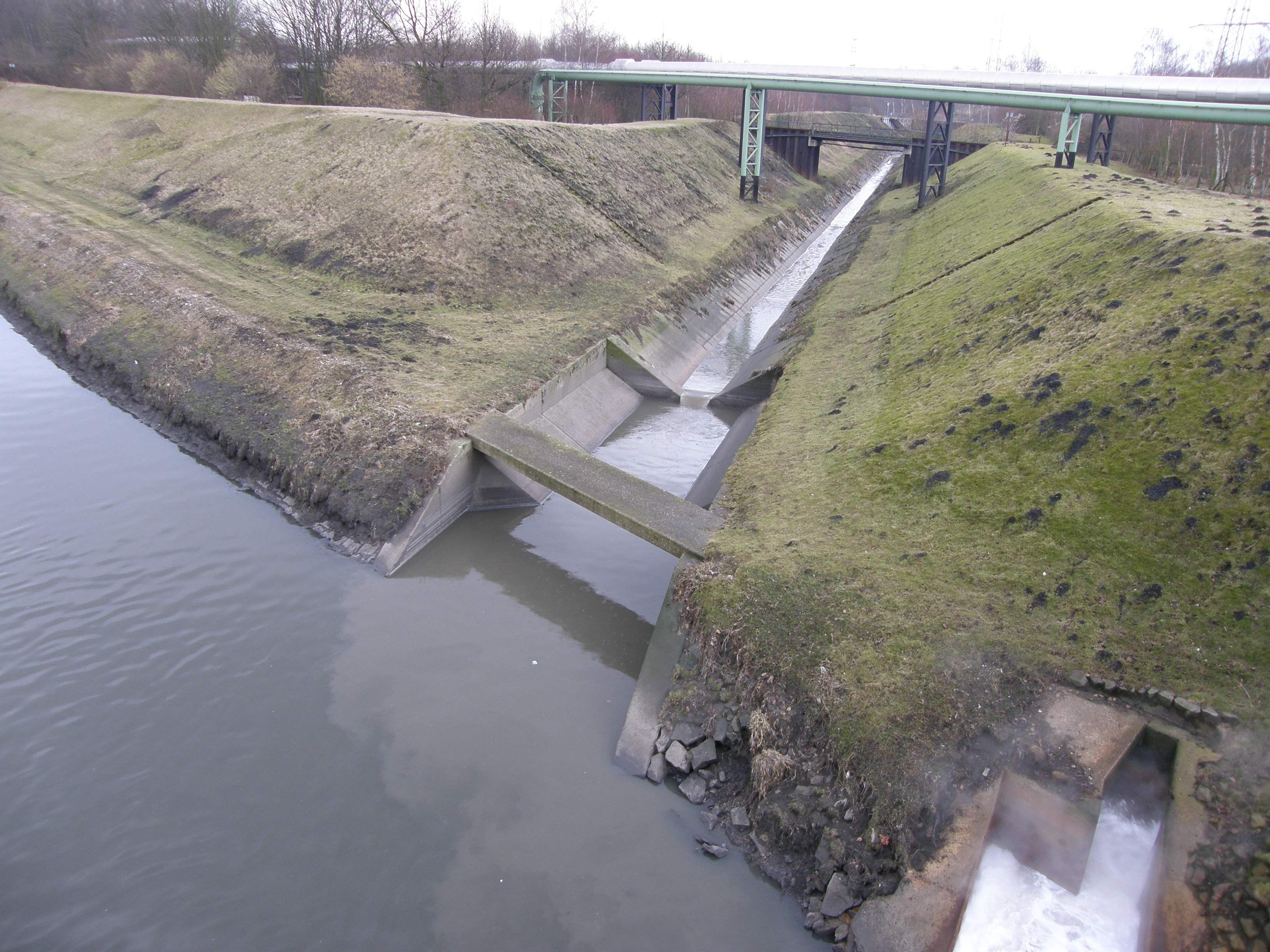
Mündung des Schwarzbachs in die Emscher vor der Renaturierung. Deutlich zu erkennen ist, dass das Wasser der Emscher seit Inbetriebnahme der Kläranlage Dortmund-Deusen wesentlich sauberer als das der Zuflüsse ist.

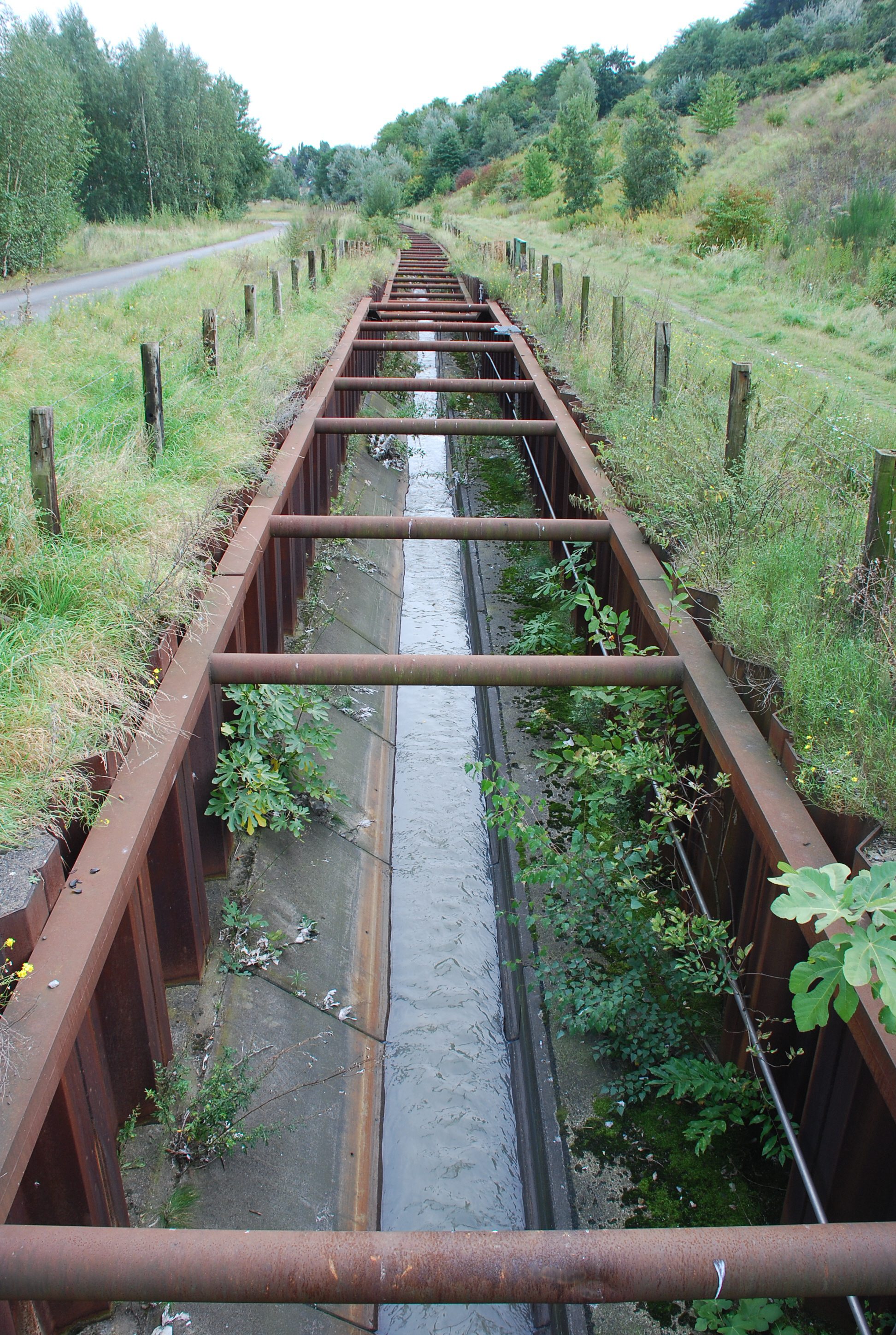
Der noch nicht renaturierte Lanferbach in Gelsenkirchen

Die Emscher prägte als träger, mäandrierender Fluss mit dem geringen Gefälle von 122 Metern auf 109 Kilometer zwischen der Quelle in Holzwickede und der Mündung in den Rhein bei Duisburg die Landschaft des nördlichen Ruhrgebiets bis ins späte 19. Jahrhundert.
In der lange dünn besiedelten Auenlandschaft bot sie einen Lebensraum für eine große Artenvielfalt. Der mittelalterliche Chronist Beurhaus beschrieb diese Landschaft folgendermaßen:

„An Flüssen ist nur die Emscher vorhanden, welche in der hiesigen Gegend noch nicht stark ist […]. Doch hat dieselbe Hechte, Aale, Bleier und andere Fische, wie auch Krebse. Man genießt daselbst eine recht gesunde Luft und hat vortrefflich klares Wasser.“

Aufgrund der erwähnten Vorflutverhältnisse gab es bei starkem Niederschlag häufig Hochwasser, das zur Überschwemmung der nahegelegenen Gebiete führte. Daher wurde bereits seit Mitte des 18. Jahrhunderts versucht, den natürlichen Verlauf zu regulieren. Die unmittelbaren Anwohner der Emscher leiteten ihr Abwasser bereits damals in den Fluss, allerdings waren es nur geringe Mengen, die die Selbstreinigungskräfte des Gewässers noch nicht überforderten.
Im 19. Jahrhundert vervielfachte sich jedoch im Zuge der Industrialisierung die Bevölkerung im Emschergebiet, so wuchs etwa Dortmund von 4500 Bewohnern zu Beginn des Jahrhunderts bis auf 66.500 im Jahr 1880.
Zunehmend wurden Abwässer von Bergbau und Industrie in die unbefestigte Emscher geleitet. 1879 beschloss man in Dortmund, auch alle häuslichen und gewerblichen Abwässer der Stadt in den Fluss zu leiten, obwohl er schon zu dieser Zeit von morphologischen Analysen als sensibel eingestuft wurde. Durch stark gesteigerte Nährstoffzufuhr wurden Fäulnisprozesse und vermehrtes Algenwachstum begünstigt, welche die chemische Zusammensetzung des Wassers erheblich veränderten. Zudem beeinflussten die aus den Gruben eingeleiteten Salzfrachten das natürliche Milieu negativ. Besonders das eiweißhaltige Abwasser der Brauereien verursachte schließlich das Umkippen der Emscher.
1882 verfasste eine Bürgerinitiative einen Bericht an den preußischen Landtag, der die belästigenden Umstände beschrieb:

„Der schöne, liebliche Emscherfluss von damals ist vollständig verschlammt und voller Morast, eine dunkle, chaotische, jauchige, stinkige Masse kriecht träge durch das Emscherbett dahin, und fortwährend aufsteigende Blasen verpesten mit ihren verderblichen Hauchen fortwährend die Luft, besonders an feste Stoffe, Koth und Dünger, Küchenabfälle, Kehricht, Schutt, Asche feuer- und explosionsgefährliche Stoffe …“

Ungeachtet dessen wurden weiterhin große Mengen ungeklärter Abwässer in das natürliche Bachbett der Emscher eingeleitet. Die häufigen Überschwemmungen ganzer Stadtteile, die durch die zunehmende Versiegelung der Großstädte verschlimmert wurden, riefen vor allem in Gelsenkirchen äußerst unhygienische Verhältnisse hervor, durch die sich Krankheiten wie Cholera, Typhus und Ruhr schnell zu Epidemien entwickelten, die damals oft tödliche Folgen haben konnten.
Um diese Problematik zu lösen und die Lebensbedingungen der Anwohner zu verbessern, wurde ab den 1880er Jahren eine städteübergreifende Abwasserentsorgung diskutiert. Allerdings schien eine unterirdische Kanalisation unmöglich, da die Gefahr bestand, dass anhaltende Bergsenkungen durch den Bergbau das Rohrsystem immer wieder verschieben würden.
Im Jahr 1899 wurde in Bochum die Emschergenossenschaft gegründet; sie war fortan für die Abwasser- und Regenwasserwirtschaft verantwortlich. 1904 wurde sie auch gesetzlich in Preußen verankert und begann alsbald mit der Begradigung und Regulierung der Emscher und ihrer Nebenläufe.
Die Ingenieure entwickelten eine trapezförmige Befestigung mit Betonsohlschalen, die einfach umzusetzen und kostengünstig im Vergleich zu anderen Kanalisationen war. Durch diverse Pumpwerke konnten auch die Schwierigkeiten des geringen Gefälles überwunden und die Abwässer direkt zu den zentral angelegten Kläranlagen geleitet werden.
Ein großer Nachteil dieses Systems war der ökologische Tod der regulierten Bachläufe, die Emscher als natürlicher Fluss existierte zu diesem Zeitpunkt nicht mehr. Auch belästigte die starke Geruchsentwicklung durch Fäulnisprozesse und phenolhaltige Kokereiabwässer besonders an Sommertagen und bei Inversionswetterlagen die Emscheranwohner. Die unnatürliche Gestaltung des Kanals als Betonrinne prägte das Landschaftsbild sehr negativ und die offenen Abwasserkanäle waren mit ihren steilen Hängen und den rutschigen Betonelementen eine Gefahr für Mensch und Tier.
Allerdings erschien diese Lösung der regionalen Abwasserentsorgung lange Zeit alternativlos.
Mit dem absehbaren Ende der Bergsenkungen nach Einstellung des Steinkohlebergbaus im Emschergebiet in den 1980er Jahren konnten jedoch diese Missstände angegangen werden.

## Neue Klärwerke

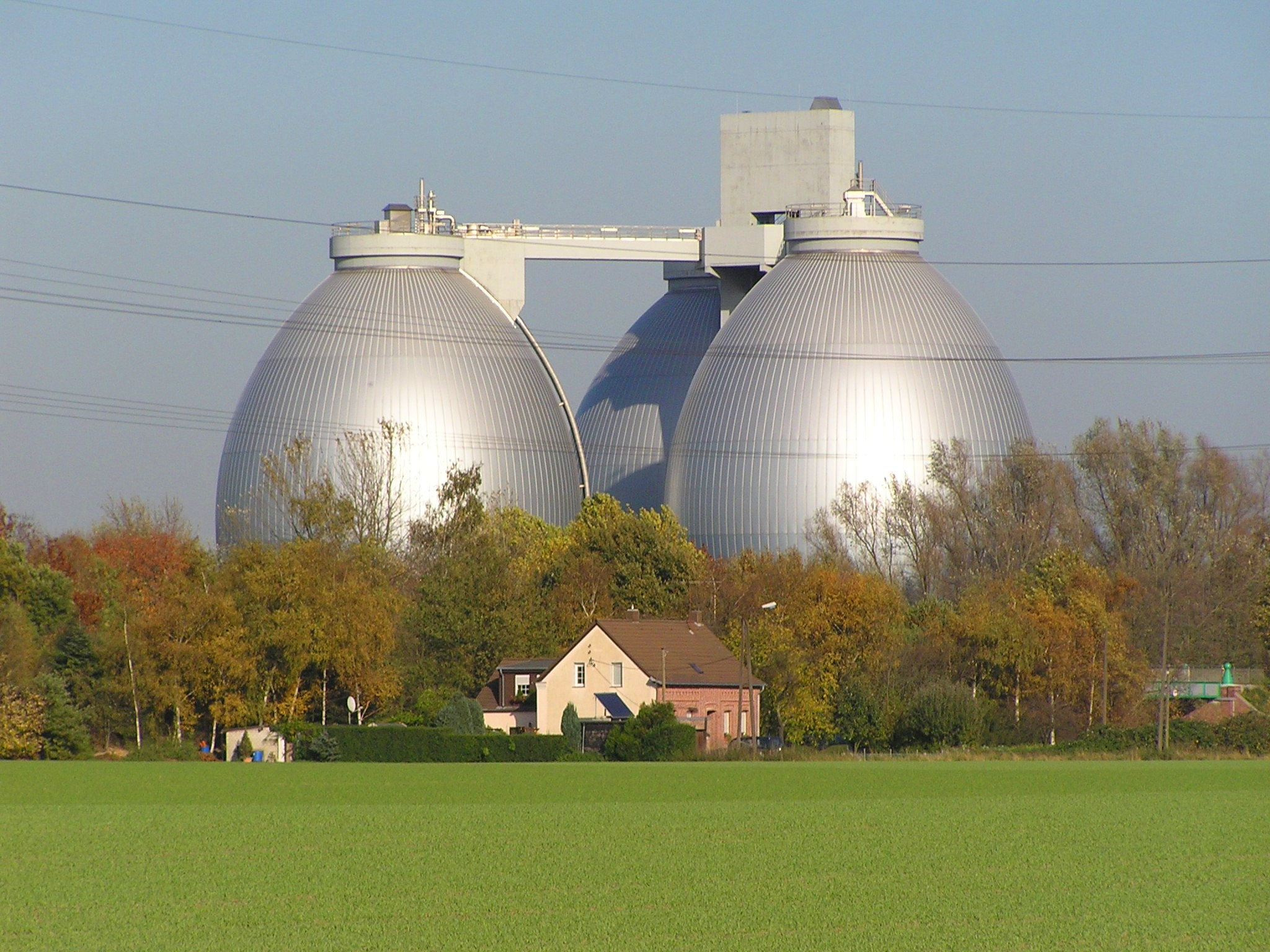
Klärwerk Emschermündung

Bis Ende der 1990er wurde die Abwasserreinigung des 865 Quadratkilometer umfassenden Emschergebiets neu auf vier zentrale Klärwerke ausgerichtet:
Die Kläranlage Dortmund-Deusen wurde 1994 in Betrieb genommen und reinigt insbesondere die bis dahin ungeklärt in die Emscher fließenden Abwässer aus Dortmund. Sie sorgt seitdem für eine deutlich zurückgegangene Geruchsbelästigung im Bereich der noch nicht renaturierten Emscher unterhalb von Dortmund. Das Abwasser wird unter anderem durch einen ab Holzwickede parallel zur Emscher gebauten Abwasserkanal zugeführt.
Das Klärwerk Bottrop wurde 1991 bis 1996 an der Stelle des früheren Flussklärwerks neu errichtet und reinigt die Abwässer des mittleren Ruhrgebiets. Seit 2018 wird auch das Wasser aus dem Emscherkanal zugeführt.
Das Klärwerk Emschermündung (KLEM) im Bereich der Stadtgrenzen zwischen Dinslaken, Duisburg und Oberhausen wurde 1976 errichtet und klärt bei trockenem Wetter das gesamte Wasser der noch nicht renaturierten Emscher. 1995 und 2001 wurde es erweitert und modernisiert. Hier endet der Emscherkanal und führt dem Klärwerk das gesamte Abwasser des Ruhrgebietes zu. Dazu wird noch ein Pumpwerk errichtet, das das geklärte Wasser bei Hochwasser in den Rhein pumpt. Bisher wird dann das Klärwerk abgeschottet und der Fluss daran vorbeigeleitet.
Die drei bisher genannten Klärwerke leiten das geklärte Wasser in die Emscher ein.
Die 1936 errichtete Kläranlage Duisburg Alte Emscher klärt die Abwässer aus den Einzugsgebieten der 1910 und 1949 vom Flusssystem Emscher abgetrennten ehemaligen Unterläufe Alte Emscher und Kleine Emscher, also vor allem aus dem Duisburger Norden und Teilen Oberhausens, und leitet das geklärte Wasser direkt in den Rhein ein.

## Abwasserkanal Emscher

Verlauf des Abwasserkanals Emscher

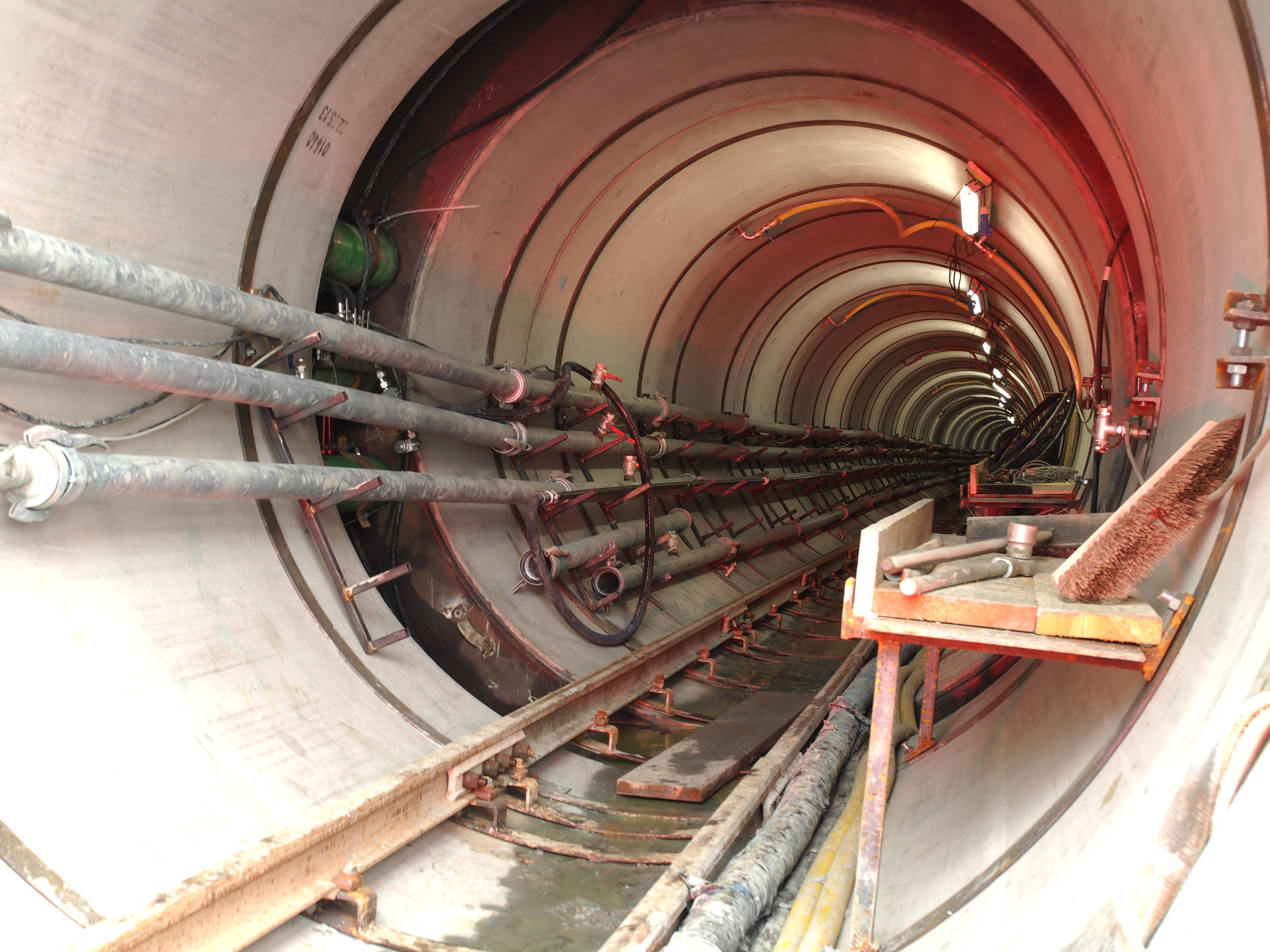
Rohrvortrieb flussabwärts

Der Abwasserkanal Emscher (AKE), auch Emscherkanal genannt, ist das zentrale Bauprojekt zum Umbau des Emschersystems von offener zu geschlossener Abwasserableitung. Er verläuft unterirdisch parallel zum Fluss Emscher. Der 51 km lange Kanal beginnt in Dortmund nördlich der Kläranlage Dortmund-Deusen, endet in Dinslaken am Klärwerk Emschermündung und nimmt das bisher direkt durch den Fluss abgeleitete Abwasser auf.
Der Abwasserkanal besteht aus einer Stahlbetonröhre mit einem Innendurchmesser zwischen 1,4 und 2,8 m. Abschnittsweise wurden zwei Röhren parallel verlegt, um einen größeren Gesamtquerschnitt zu erhalten, so dass die Kanallänge insgesamt über 73 km beträgt. Er wurde mit 1,5 ‰ Gefälle gebaut, so dass eine Fließgeschwindigkeit des Abwassers von etwa 4 km/h entsteht. Da dieses Gefälle größer als das der Oberfläche ist, werden drei unterirdische Pumpwerke in jeweils etwa 40 m tiefen runden Schächten mit 50 m Durchmesser gebaut. In Dortmund beginnt der Kanal auf einer Tiefe von etwa 8 m. Das Pumpwerk Gelsenkirchen hebt das Abwasser aus etwa 30 m Tiefe um rund 12 m an. Das Pumpwerk Bottrop fördert das Abwasser aus etwa 32 m Tiefe an die Oberfläche zum Klärwerk Bottrop. Der Emscherkanal wird auf eine Tiefe von etwa 20 m weiter in Richtung Dinslaken fortgesetzt. Kurz vor der Stadtgrenze zu Dinslaken hebt das Pumpwerk Oberhausen das Abwasser aus einer Tiefe von 40 m und leitet es zum Klärwerk Emschermündung.
Baubeginn war 2011 in Bottrop; der 35 Kilometer lange Abschnitt von Dortmund über Castrop-Rauxel bis Bottrop ging ab September 2018 schrittweise mitsamt den Pumpwerken Gelsenkirchen und Bottrop in Betrieb. Die letzten Kanalrohre wurden im August 2019 verlegt. Das Pumpwerk Oberhausen wurde Mitte 2020 fertig, die Inbetriebnahme des Gesamtsystems  erfolgte Ende 2021.

## Renaturierung der Emscher

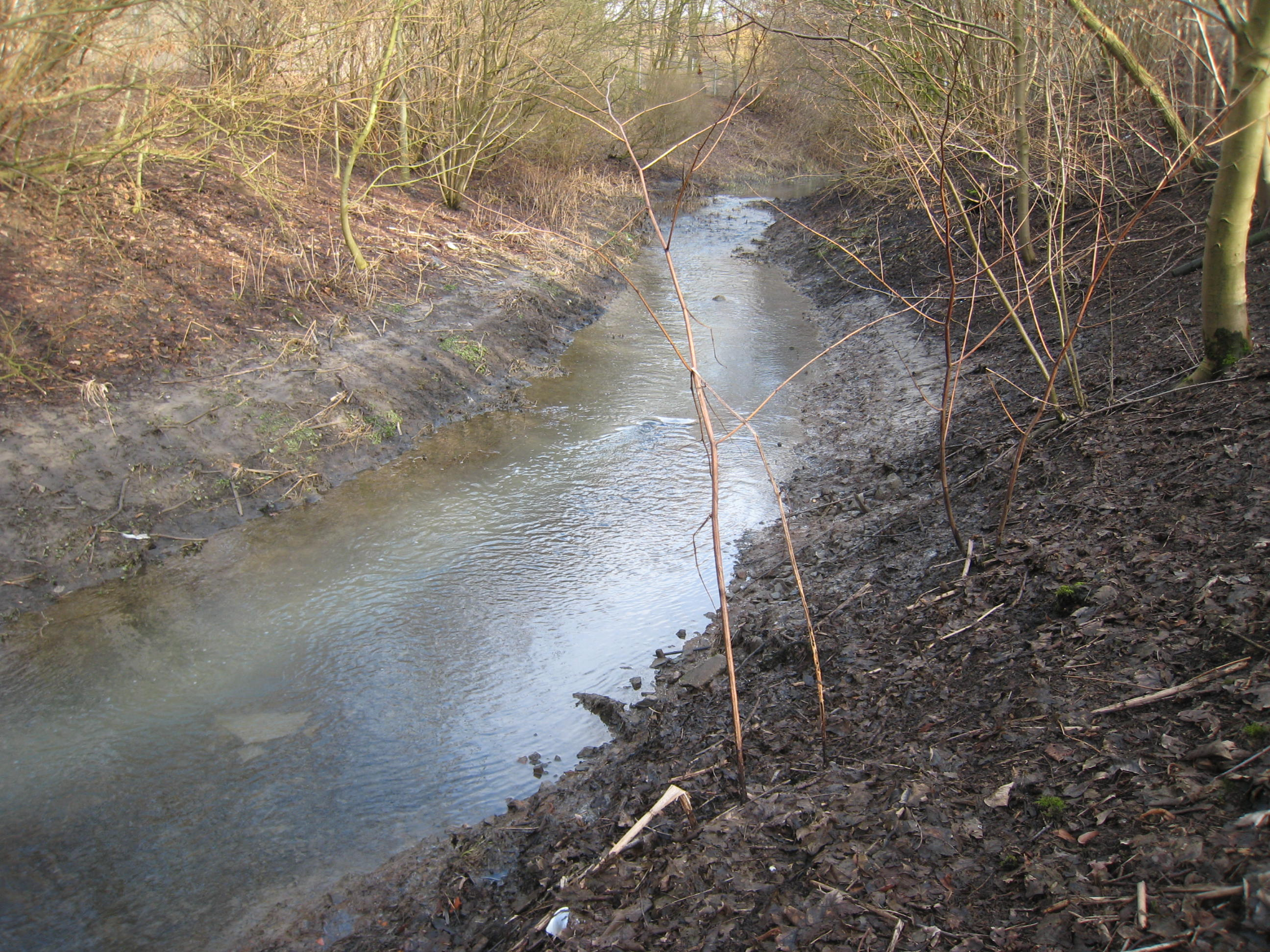
Die renaturierte Emscher in Hörde

Zur Bundesgartenschau in Dortmund wurde 1991 bereits ein kurzer Abschnitt der Emscher entlang des Westfalenparks renaturiert. Dieser Bereich wurde aber bis 2009 nur von wenig Wasser aus umliegenden Quellen durchflossen. Das Mischwasser aus dem noch nicht renaturierten Oberlauf wurde in einem Abwasserkanal herumgeführt.
Am 18. Dezember 2009 wurde in Hörde das renaturierte, oberirdische Bett der Emscher geflutet. Nachdem die Emscher an dieser Stelle über 100 Jahre verrohrt unter der Hermannshütte geflossen ist, strömt nun sauberes Wasser durch ein naturnahes Flussbett parallel zum Phoenix-See.
Ende 2011 war der Emscherhauptlauf von der Quelle in Holzwickede bis Deusen auf 23 Kilometern Länge renaturiert. Der weitere Flusslauf soll in Teilen ebenfalls renaturiert werden.
Zwischen 2008 und 2012 wurde bei Castrop-Rauxel-Henrichenburg der neue Emscher-Durchlass unter dem Rhein-Herne-Kanal errichtet, der mit einem größeren Querschnitt bereits auf die Aufnahme eines naturnahen Flusslaufs vorbereitet ist. Gleichzeitig entstand in diesem Bereich ein Natur-Erlebnis-Park. Als Wahrzeichen und neue Landmarke der Region errichtete die Emschergenossenschaft für 10 Mio. Euro eine weit geschwungene 412 Meter lange Zügelgurtbrücke über Kanal und Emscher. Als Sprung über die Emscher soll die Brücke den Strukturwandel im Emscher-Gebiet symbolisieren und in zweiter Linie die Parkanlagen an die östlich gelegenen Wohngebiete anbinden.
Im Rahmen des Handlungskonzepts Emscherland 2020 wird auch eine ökologische Umgestaltung des Unterlaufs stattfinden, der nach Fertigstellung des Emscherkanals von Abwasser befreit ist. Schon aufgrund der Vorflutverhältnisse kann er aber nicht wieder völlig natürlich mit Mäandern und Auen gestaltet werden, sondern muss eingedeicht bleiben. Durch Aufweitung der Deiche und auenähnliche Regenrückhaltebecken soll jedoch die Fließgeschwindigkeit verringert werden.
Das jahrzehntelang erbaute Projekt wurde im November 2022 mit Verlegung der Emschermündung nach Voerde (Niederrhein) abgeschlossen. Hierdurch ist nicht nur ein Flussdelta entstanden, auch die Fischwanderung wird ermöglicht.

## Umbau der Nebenflüsse
Im Umbau des Emschersystems ist neben der Umgestaltung des 85 Kilometer langen Flusslaufs auch die Renaturierung der Nebenflüsse mit einer Gesamtlänge von über 240 Kilometern enthalten, die überwiegend ebenfalls als offene Schmutzwasserläufe ausgebaut sind.
Vor der Renaturierung der Emscher in einem Abschnitt müssen alle einmündenden Nebengewässer von Schmutzwasser befreit werden. Dazu werden zunächst Regenrückhaltebecken und in den Abwasserkanal Emscher (AKE) mündende Abwasserkanäle parallel zu den Bächen gebaut. Um die neuen Abwasserkanäle zu entlasten, wurden Maßnahmen gestartet, welche die Einleitung von Regenwasser in die Kanalisation verringern.
Dort wo die Bäche heute als unterirdische Abwasserkanäle durch Siedlungsgebiet geführt werden, ist in der Regel kein Platz für eine naturnahe Gestaltung des Bachlaufs. Der Bach wird dort nach Möglichkeit als Stadtgewässer an die Oberfläche geholt. Teilweise ist aber nur der Bau eines unterirdischen Reinwasserlaufs möglich.
Im Rahmen des Projekts werden auch kleinere Bäche oder Oberläufe, die nie als Schmutzwasserlauf ausgebaut waren, wieder naturnäher gestaltet.

### Fertig renaturierte Gewässer
Läppkes Mühlenbach in Essen wurde zwischen 1989 und 1991 als Pilotprojekt renaturiert. Noch nicht umgestaltet ist jedoch der letzte Kilometer des Unterlaufs.
Der kurze Unterlauf des Ahbachs in Bochum wurde 2009 renaturiert. In Dortmund sind mit Hörder Bach, Schondelle, Rüpingsbach und Roßbach alle Nebenflüsse oberhalb der Kläranlage Dortmund-Deusen von Abwasser befreit.
Der Umbau des Deininghauser Bachs in Castrop-Rauxel wurde bereits 1992 als Pilotprojekt im Rahmen der IBA Emscherpark begonnen und im Bereich des Oberlaufs 1996 vollendet. Während der Abwasserkanal 2005 auf gesamter Länge fertiggestellt werden konnte, lief die Offenlegung des Unterlaufs als Stadtgewässer im Wohngebiet noch bis Frühjahr 2013.
Die Renaturierung der Boye-Nebengewässer wie dem Hahnenbach und dem Vorthbach ist abgeschlossen. Der Abwasserkanal der Boye mündet nicht in den AKE, sondern direkt in das Klärwerk Bottrop.
1996 hat in Bochum die Renaturierung des Dorneburger Bachs begonnen und ist vom Oberlauf bis Herne-Wanne bereits abgeschlossen. Das Umfeld in Wanne wird seit 2019 durch den Neubau von fünf Brücken aufgewertet.
In Recklinghausen wurde von 2005 bis 2019 der Hellbach mit seinem Nebenlauf Breuskes Mühlenbach renaturiert.
Der Abwasserkanal parallel zum Bochumer Marbach ist fertig.

### Laufende Umbaumaßnahmen
Der Umbau des Nettebachs in Dortmund fand von 2010 bis 2019 statt; Umfeldmaßnahmen laufen derzeit (2019) noch.
Von Ende 2011 bis 2014 wurde unter der Innenstadt von Wattenscheid ein Reinwasserkanal parallel zum Wattenscheider Bach vorgetrieben; dieser wird bis 2021 auf Gelsenkirchener Gebiet verlängert. Seit Anfang 2017 läuft der Umbau der Berne im oberirdischen Verlauf ab der Grillostraße in Essen.

## Umgestaltung weiterer Gewässer
Im Projekt Umbau des Emschersystems wurden auch die Alte Emscher und Kleine Emscher mit ihren Zuflüssen entsprechend umgestaltet. Das Einzugsgebiet dieser ehemaligen Unterläufe schließt sich südwestlich an das der Emscher an, sie entwässern über Pumpwerke direkt in den Rhein.
Trotz engem inhaltlichen Zusammenhang wird die in den Jahren 1986 bis 2011 erfolgte Umgestaltung des nordöstlich anschließenden Einzugsgebiets der in die Lippe entwässernden Seseke nicht zum Projekt Umbau des Emschersystems gezählt.

## Veranstaltungen um das Projekt

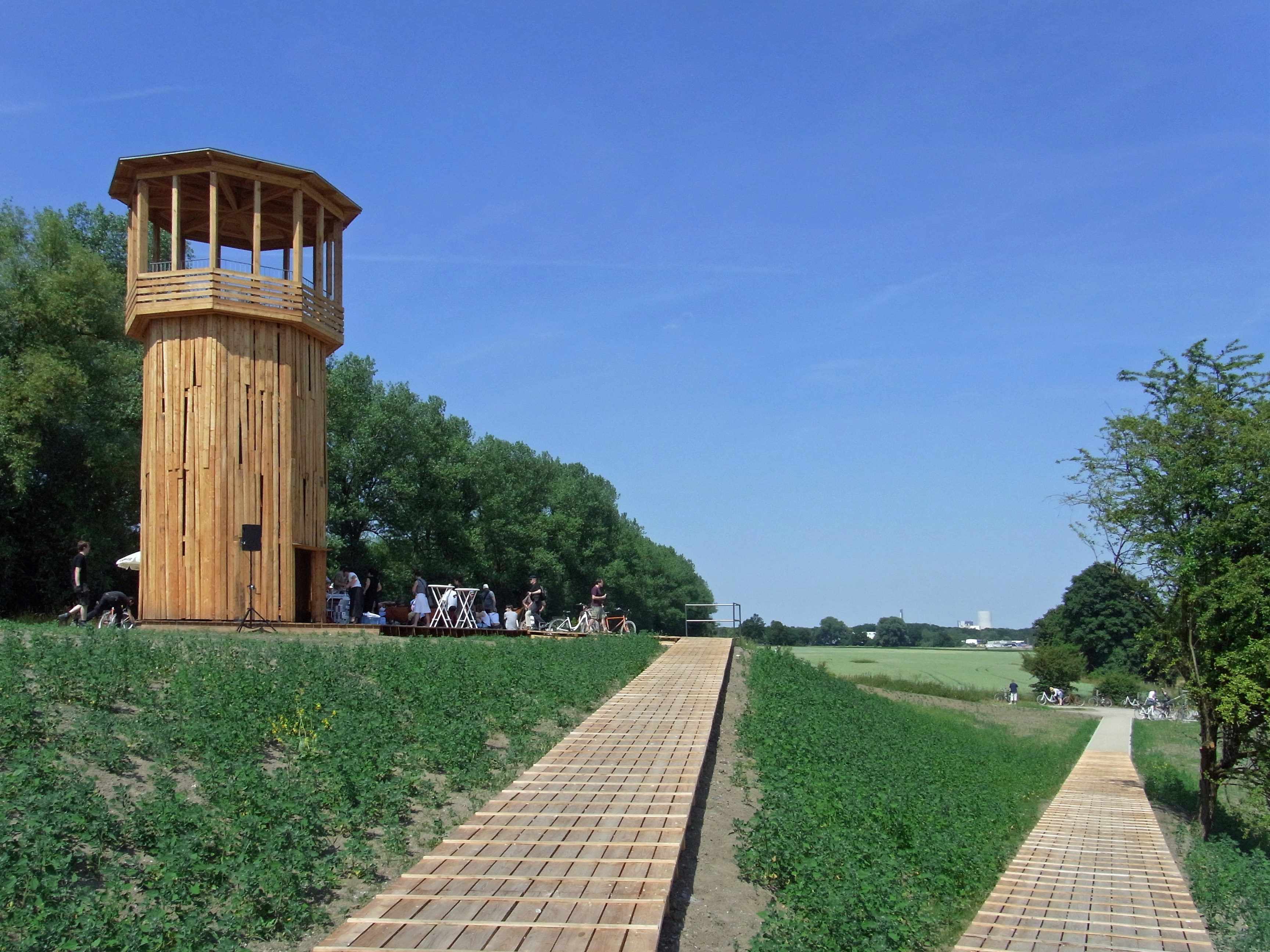
Walkway and Tower, Henrichenburg

Erste Maßnahmen zum ökologischen Umbau des Emscherumfeldes ergriff die IBA Emscherpark mit dem Emscher Landschaftspark sowie Radwegen wie dem Emscher-Weg und dem Emscher Park Radweg.
Der Emscherumbau ist zentrales Thema der Route der Industriekultur – Auf dem Weg zur blauen Emscher (Themenroute 13).
Der an der Quelle der Emscher liegende Emscherquellhof wurde 2005 von der Emschergenossenschaft grundsaniert und wird für Ausstellungen und als Tagungs- und Bildungszentrum genutzt.
Im Rahmen des Kulturhauptstadtjahres Ruhr.2010 wurde mit der Emscherkunst.2010 auf die bespielte Emscherinsel und den aktuellen Umbau des Emschersystems aufmerksam gemacht. Die Veranstaltungsreihe wurde 2013 und 2016 fortgesetzt. Danach gingen einige Installationen in den Emscherkunstweg über, so etwa der Aussichtsturm von Tadashi Kawamata am Wasserkreuz in Henrichenburg.

## Ausblick
Der aufwendige Unterhalt des Emschersystems gehört zu den Ewigkeitslasten des Ruhrbergbaus. Die Renaturierung des Flusslaufs darf nicht darüber hinwegtäuschen, dass ein Ausfall der Pumpwerke kurzfristig zu großflächigen Überschwemmungen mit Abwasser führen würde, da bedingt durch die Bergsenkungen im Emschergebiet vielerorts kein natürliches Gefälle mehr besteht.

## Auszeichnung
Norbert Stratemeier, Leiter des Geschäftsbereichs Planung und Bau bei der Emschergenossenschaft, wurde für das Projektteam des Emscher-Umbaus 2019 mit dem Roland Gutsch Project Management Award der Deutschen Gesellschaft für Projektmanagement ausgezeichnet. „Ausgezeichnet wird heute das professionelle Management dieses Projekts. Solche Mammutprojekte der öffentlichen Hand bekommen nicht oft solche Preise. Da haben die Verantwortlichen beim Emscher-Umbau offenbar alles richtig gemacht“, sagte der Laudator Armin Laschet, Ministerpräsident des Landes Nordrhein-Westfalen.